# Operación Camaleón (Perú)

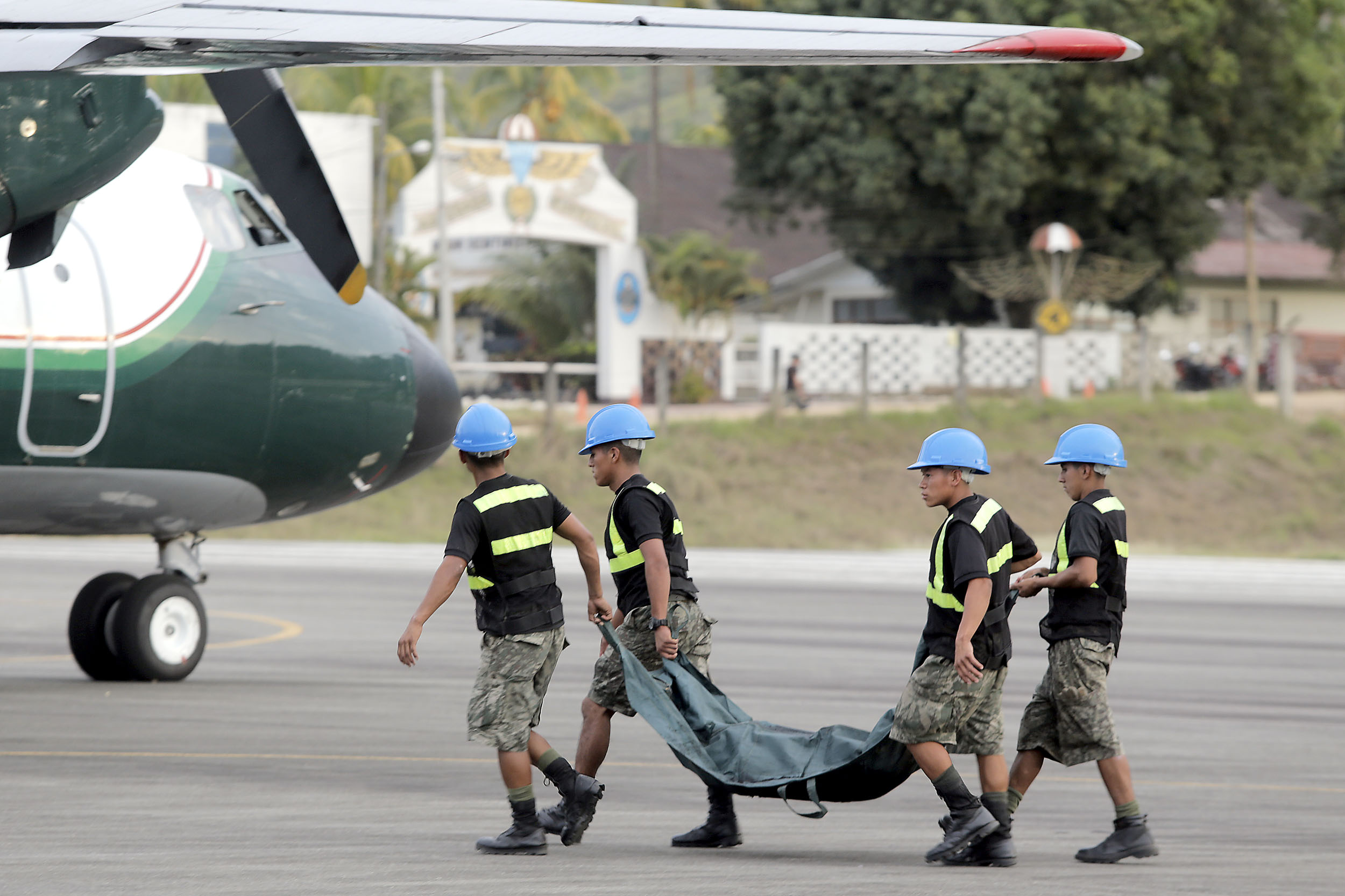
Restos del "Camarada Alipio" y el "Camarada Gabriel" siendo trasladados luego de la Operación Camaleón

La Operación Camaleón fue una operación antiterrorista realizada el 11 de agosto del 2013 por las Fuerzas Armadas del Perú y la Policía Nacional del Perú que dio como resultado la muerte del "Camarada Alipio" (Alejandro Borda Casafranca), número dos de los remanentes del Partido Comunista del Perú - Sendero Luminoso, y del "Camarada Gabriel" (Martín Antonio Quispe Palomino).

## Antecedentes
Un enlace radiofónico interceptado por la Dirección Antidrogas (DIRANDRO) entre el "Camarada Alipio" y un narcotraficante de la zona permitió revelar que el "Camarada Alipio" arribaría "pronto a Llochegua". El narcotraficante en cuestión era un informante captado por la Dirección Nacional de Inteligencia (DINI) que fue puesto a cargo de la Dirección Contra el Terrorismo (DIRCOTE). 
El "Camarada Alipio" se encontraba en La Concepción (Cusco) donde se había unido al "Camarada Gabriel" para participar del secuestro de 36 trabajadores del gas de Camisea en abril del 2012. Luego, tras la muerte del "Camarada William", por parte de las fuerzas del orden, el descubrimiento de la deserción de algunos de sus seguidores y la intención de recuperar Llochegua, el "Camarada Alipio" abandona La Concepción y se dirige a ese lugar. A través de algunos informantes se supo que el "Camarada Alipio" junto al "Camarada Gabriel" y 30 militantes armados se desplazaban por las localidades. 
El 5 de junio del 2013, estos militantes intervinieron en el campamento del Consorcio Vial Quinua y se apoderaron de 12 000 cartuchos de dinamita en respuesta a una requisa policial de un arsenal en Junín. Tras algunas semanas sin lograr ubicar al "Camarada Alipio", el informante se contactó diciendo que se reuniría en su casa con el "Camarada Alipio" y el "Camarada Gabriel" y que los había atraído diciendo que llevaría algunas mujeres. La Policía Nacional del Perú entonces preparó el lugar y se dispuso la espera del "Camarada Alipio" para actuar.

## Desarrollo
Los miembros de la Brigada Lobo se organizaron para esperar al "Camarada Alipio". El 11 de agosto, el "Camarada Alipio", el "Camarada Gabriel" y el "Camarada Alfonso" dejaron dispersos a sus hombres e ingresaron a la casa del narcotraficante. A las 9:30 pm  se escuchó una explosión mientras el narcotraficante huía. En la casa se encontró tres cadáveres carbonizados. Los cuerpos fueron reconocidos por algunos desertores senderistas.

## Consecuencias
La muerte del "Camarada Gabriel" y el "Camarada Alipio" traería la reestructuración de la organización subversiva, lo que llevaría a la formación oficial del Militarizado Partido Comunista del Perú y la ruptura con el Pensamiento Gonzalo.